# 胜利街道 (鹤岗市)
胜利街道，是中华人民共和国黑龙江省鹤岗市向阳区下辖的一个乡镇级行政单位。

## 行政区划
胜利街道下辖以下地区：
第十二社区、第十三社区和第十四社区。